# Steven Zuber
Steven Zuber (* 17. August 1991 in Winterthur) ist ein Schweizer Fussballspieler. Der Offensivakteur steht beim FC Zürich unter Vertrag und ist seit 2017 A-Nationalspieler.

## Karriere

### Vereine

#### Anfänge in der Schweiz
Zuber begann seine Karriere beim FC Wülflingen/Wiesendangen aus dem Kreis Winterthur. Mit sieben Jahren wechselte er zum FC Kollbrunn-Rikon, bei dem er mit dem Tösstaler-Cup seinen ersten Pokal gewann. 2002 wechselte er zum FC Winterthur, mit dem er seinen ersten persönlichen Titel als bester Spieler eines Hallenturniers gewann.
Zuber wechselte vier Jahre später zum Grasshopper Club Zürich, bei dem seine Profikarriere begann. Während der Saison 2008/09 gab er sein Debüt in der Super League und bestritt am 12. Juli 2008 im UI-Cup unter Trainer Hanspeter Latour sein erstes Spiel für die erste Mannschaft, als er kurz vor dem Abpfiff eingewechselt wurde. Nach nur drei Minuten erzielte er den Treffer zum 3:0-Sieg. In dieser Saison kam Zuber zu zehn Einsätzen in der Schweizer Meisterschaft.
In der Saison 2009/10 schaffte er den Durchbruch und bestritt 20 Ligaspiele für den Grasshopper Club Zürich, in denen er fünf Tore schoss. In der folgenden Saison kam er auf 34 Einsätze und erzielte vier Tore. Am 20. Mai 2013 gewann er seinen ersten Titel mit dem Grasshopper Club: Im Final des Schweizer Cups setzten sich die Zürcher nach Penaltyschiessen gegen den FC Basel durch. Dies war zugleich der erste Titel der Grasshoppers seit dem Gewinn der Meisterschaft im Jahr 2003. Insgesamt bestritt Zuber 146 Spiele für die Zürcher und schoss dabei 33 Tore.

#### Über Moskau in die Bundesliga

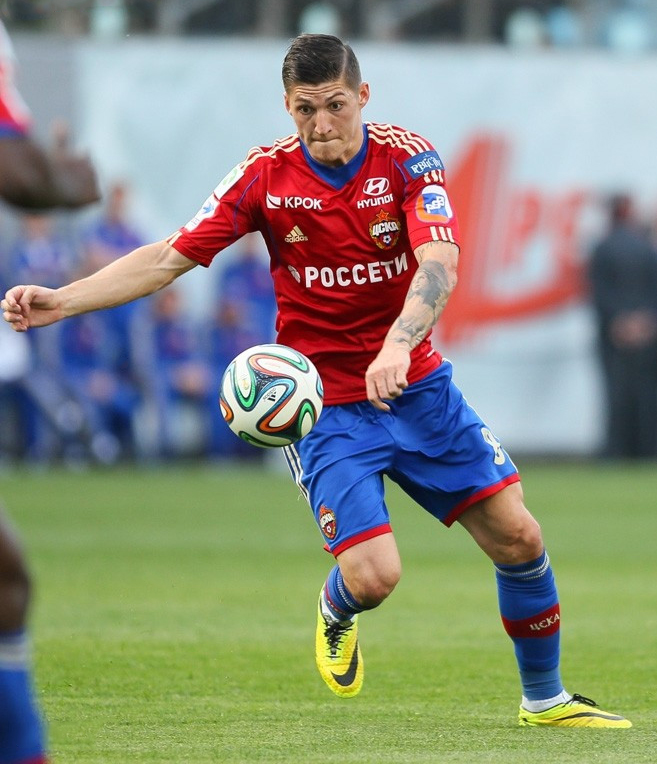
Zuber im Trikot von ZSKA Moskau (2014)

Im Juli 2013 wechselte Zuber nach Russland, wo er beim ehemaligen Armeeklub PFK ZSKA Moskau einen Fünfjahresvertrag unterzeichnete. Mit seinem ersten Spiel folgte zugleich sein erster Titel in Russland. Im Final des russischen Supercups besiegte das Team von Zuber Zenit Sankt Petersburg mit 3:0. Dabei stand er rund 70 Minuten auf dem Feld. Zuber bestritt in dieser Saison über 30 Spiele für ZSKA Moskau und lieferte dabei vier Torvorlagen. Am 26. Spieltag erzielte er beim 4:0-Auswärtssieg gegen FK Kuban Krasnodar sein erstes Tor in der Premjer-Liga. Am 15. Mai 2014 gewann er mit ZSKA Moskau die russische Meisterschaft.
Zur Saison 2014/15 wechselte Zuber zum deutschen Bundesligisten TSG 1899 Hoffenheim, bei dem er einen bis zum 30. Juni 2018 gültigen Vertrag unterzeichnete. Sein Bundesligadebüt gab er am 13. September 2014 beim 1:1 im Spiel gegen den VfL Wolfsburg. Am ersten Spieltag der Saison 2015/16 erzielte er bei der 1:2-Auswärtsniederlage gegen Bayer 04 Leverkusen mit dem Führungstreffer in der 5. Minute sein erstes Tor. Sein Vertrag in Hoffenheim wurde im Februar 2020 bis 2023 verlängert.
Am 9. Januar 2019 verpflichtete der VfB Stuttgart Zuber bis zum Saisonende auf Leihbasis. Nachdem der Schweizer mit dem VfB als Tabellensechzehnter in der Relegation am 1. FC Union Berlin gescheitert war, stieg er mit der Mannschaft in die zweite Bundesliga ab, kehrte aber im Sommer 2019 zu seinem Stammverein Hoffenheim zurück.
Zur Saison 2020/21 wechselte Zuber im Tausch mit Mijat Gaćinović innerhalb der Bundesliga zu Eintracht Frankfurt. Er unterschrieb in der Mainmetropole einen Vertrag bis 2023. In seiner ersten Spielzeit kam der Schweizer auf der linken Aussenbahn nicht an Filip Kostić vorbei und absolvierte, meist als Einwechselspieler, 22 Pflichtspiele für die Hessen.

#### Wechsel nach Griechenland
Ende August 2021 wechselte Zuber zunächst für ein Jahr auf Leihbasis nach Griechenland zu AEK Athen. In Athen erzielte der Schweizer in seinen ersten beiden Spielen gegen Ionikos Nikea und OFI Kreta jeweils ein Tor und wurde daraufhin sofort Stammspieler. Im Mai 2022 zog AEK eine im Leihvertrag enthaltene Kaufoption.
In der Saison 2022/23 wurde Steven Zuber mit AEK Athen griechischer Meister. Er steuerte zum Triumph 28 Spiele und 8 Tore bei. Im entscheidenden Spiel gegen Volos NFC am letzten Spieltag erzielte der Schweizer ein Tor und bereitete ein weiteres vor. Daneben gewann er mit der Mannschaft am Saisonende auch den griechischen Pokal.

#### Rückkehr in die Schweiz
Nach über elf Jahren im Ausland kehrte Zuber Anfang 2025 wieder in die Schweiz zurück und schloss sich dort dem FC Zürich an, dem Stadtrivalen seines früheren Jugendclubs.

### Nationalmannschaft
Zuber trat 2006 das erste Mal für die eine Schweizer U-Nationalmannschaft gegen Italien an. Unter der Leitung des Trainers Pierluigi Tami spielte er am 3. September 2010 im Alter von 19 Jahren das erste Mal für die Schweizer U-21, sein Team gewann gegen Irland mit 1:0.
Er nahm am Olympischen Fussballturnier 2012 in London teil und bestritt drei Spiele. Die Schweizer Auswahl schied nach einem Unentschieden und zwei Niederlagen nach der Vorrunde aus.

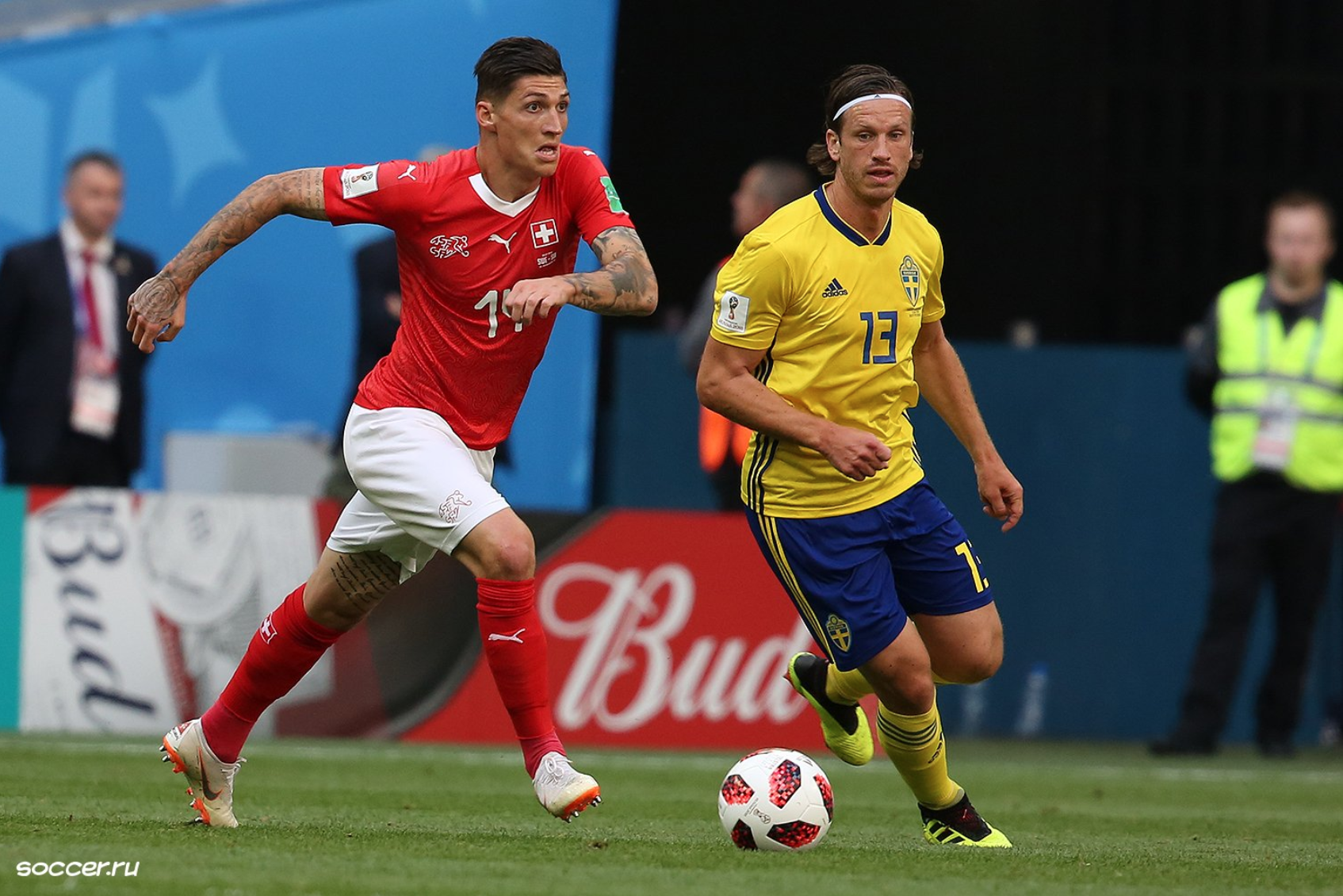
Steven Zuber bei der WM 2018 während des Achtelfinalspiels gegen Schweden

Zuber debütierte am 25. März 2017 für die A-Nationalmannschaft beim 1:0 im WM-Qualifikationsheimspiel gegen die Nationalmannschaft Lettlands. Bei der Weltmeisterschaft 2018 in Russland gehörte er zum Aufgebot der Schweiz. Er kam zu drei Einsätzen und erzielte dabei ein Tor in der Auftaktpartie gegen Brasilien zum 1:1. Mit der Mannschaft schied er im Achtelfinal aus. Auch für die Europameisterschaft 2021 wurde Zuber in das Schweizer Kader berufen.

## Titel und Erfolge
Grasshopper Club Zürich
- Schweizer Cupsieger: 2013

ZSKA Moskau
- Russischer Meister: 2014
- Russischer Supercupsieger: 2013, 2014

AEK Athen
- Griechischer Meister: 2023
- Griechischer Pokalsieger: 2023